# سه‌شنبه مقدس

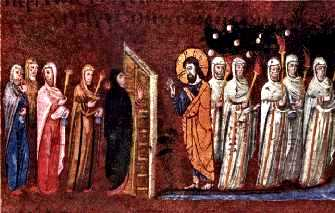
باکره های دانا و نادان.

سه شنبه مقدس یا سه شنبه بزرگ و مقدس(یونانی: Μεγάλη Τρίτη, Megale Trite) روز سه شنبهء هفته مقدس و روز پیش از بزرگداشت مرگ عیسی مسیح است.